# Michael Joseph Curley
Michael Joseph Curley (Athlone, 12 ottobre 1879 – Washington, 16 maggio 1947) è stato un arcivescovo cattolico irlandese naturalizzato statunitense.

## Biografia
Curley nacque a Athlone, in Irlanda, primo degli undici figli di Michael Curley e di Mary Ward. Egli venne educato dai Marianisti e, nel 1896, entrò nella Scuola Apostolica del Mungret College a Limerick. Curley si laureò alla Royal University of Dublin prima di frequentare il Collegio Urbano della Propaganda Fide di Roma. Fu ordinato sacerdote nel 1903 e si recò in Florida nel 1904.
Venne inviato come parroco della chiesa di DeLand e, dopo dieci anni, fu consacrato vescovo di Saint Augustine, nel 1914. All'età di 34 anni era il più giovane vescovo della Chiesa cattolica.
Nel 1921 lasciò Saint Augustine, in quanto promosso alla sede arcivescovile di Baltimora, a seguito della morte del cardinale James Gibbons. Il suo arrivo il 30 novembre 1921 seguì di otto mesi la morte del suo predecessore, ma fu grandioso e fortemente voluto dai cittadini dell'arcidiocesi.
L'essere divenuto arcivescovo di Baltimora era per lui e la sua famiglia in Irlanda un grandissimo onore. Nel 1932 celebrò la Messa Alta al Phoenix Park di Dublino, come atto conclusivo del congresso eucaristico locale. Fu per questa occasione che l'amico John McCormack, compose per lui la sua versione del Panis Angelicus.
Il 22 luglio 1939 papa Pio XII mutò il nome della sede arcivescovile in arcidiocesi di Baltimora-Washington.
Ricordato soprattutto per la sua opera di educazione, fondò 66 nuove scuole. Dopo la sua morte, nel 1947, all'età di 67 anni, venne sepolto nella Basilica dell'Assunzione di Baltimora.

## Genealogia episcopale e successione apostolica
La genealogia episcopale è:
- Cardinale Scipione Rebiba
- Cardinale Giulio Antonio Santori
- Cardinale Girolamo Bernerio, O.P.
- Arcivescovo Galeazzo Sanvitale
- Cardinale Ludovico Ludovisi
- Cardinale Luigi Caetani
- Cardinale Ulderico Carpegna
- Cardinale Paluzzo Paluzzi Altieri degli Albertoni
- Cardinale Gaspare Carpegna
- Cardinale Fabrizio Paolucci
- Cardinale Francesco Barberini
- Cardinale Annibale Albani
- Cardinale Federico Marcello Lante Montefeltro della Rovere
- Vescovo Charles Walmesley, O.S.B.
- Arcivescovo John Carroll, S.I.
- Vescovo Benedict Joseph Flaget, P.S.S.
- Arcivescovo Martin John Spalding
- Cardinale James Gibbons
- Vescovo Benjamin Joseph Keiley
- Arcivescovo Michael Joseph Curley

La successione apostolica è:
- Vescovo Patrick Joseph Barry (1922)
- Arcivescovo John Joseph Swint (1922)
- Vescovo Michael Joseph Keyes, S.M. (1922)
- Vescovo William Joseph Hafey (1925)
- Arcivescovo Thomas Joseph Toolen (1927)
- Vescovo John Michael McNamara (1928)
- Vescovo Peter Leo Ireton (1935)